# Uncle Reuben's Courtship
Uncle Reuben's Courtship è un cortometraggio muto del 1909. Il nome del regista non viene riportato nei credit del film.

## Trama
Zio Reuben è un rude agricoltore che lavora faticosamente la sua terra. Un giorno legge sul giornale l'annuncio di una vedova alla ricerca di un gentiluomo dai modi piacevoli. "Quello sono io", si dice lo zio. Così si prepara all'incontro con la vedova. All'appuntamento però si presentano altri pretendenti che zio Reuben tratta rudemente, buttando uno fuori dalla finestra, prendendo a sediate un altro e così via. Quando il campo è sgombro, zio Reuben si rivolge alla vedovella chiedendole se lei lo accetta. La donnina, arrossendo e abbassando gli occhi, accetta felice il rude corteggiatore.

## Produzione
Il film fu prodotto dalla Lubin Manufacturing Company.

## Distribuzione
Distribuito dalla Lubin Manufacturing Company, il film - un cortometraggio della lunghezza di 107 metri - uscì nelle sale cinematografiche statunitensi il 18 marzo 1909. Nelle proiezioni, veniva programmato con il sistema dello split reel, accorpato in un'unica bobina con un altro cortometraggio prodotto dalla Lubin, la commedia Reforming a Husband.